# The Young Ones (Fernsehserie)
The Young Ones ist eine britische Sitcom des Senders BBC Two und lief 1982 und 1984.
Am 8. März 1986 wurde zugunsten der Wohltätigkeitsorganisation Comic Relief die Single Living Doll von The Young Ones und Cliff Richard veröffentlicht. Diese erreichte Platz 1 der UK-Charts und wurde mit Gold ausgezeichnet.

## Inhalt
Die Serie handelt von vier jungen und gegensätzlichen Studenten, die in einer Wohngemeinschaft leben und dort abstruse Erlebnisse haben. Die Bewohner sind der Möchtegern-Anarchist Rick, der Hippie Neil, der Schönling Mike und der Punk Vyvyan.

## Episodenliste
| Nr. | Originaltitel  | Erstausstrahlung Vereinigtes Königreich |
| --- | -------------- | --------------------------------------- |
| 1   | Demolition     | 9. Nov. 1982                            |
| 2   | Oil            | 16. Nov. 1982                           |
| 3   | Boring         | 23. Nov. 1982                           |
| 4   | Bomb           | 30. Nov. 1982                           |
| 5   | Interesting    | 7. Dez. 1982                            |
| 6   | Flood          | 14. Dez. 1982                           |
| 7   | Bambi          | 8. Mai 1984                             |
| 8   | Cash           | 15. Mai 1984                            |
| 9   | Nasty          | 29. Mai 1984                            |
| 10  | Time           | 5. Juni 1984                            |
| 11  | Sick           | 12. Juni 1984                           |
| 12  | Summer Holiday | 19. Juni 1984                           |